# Michael Wewerka

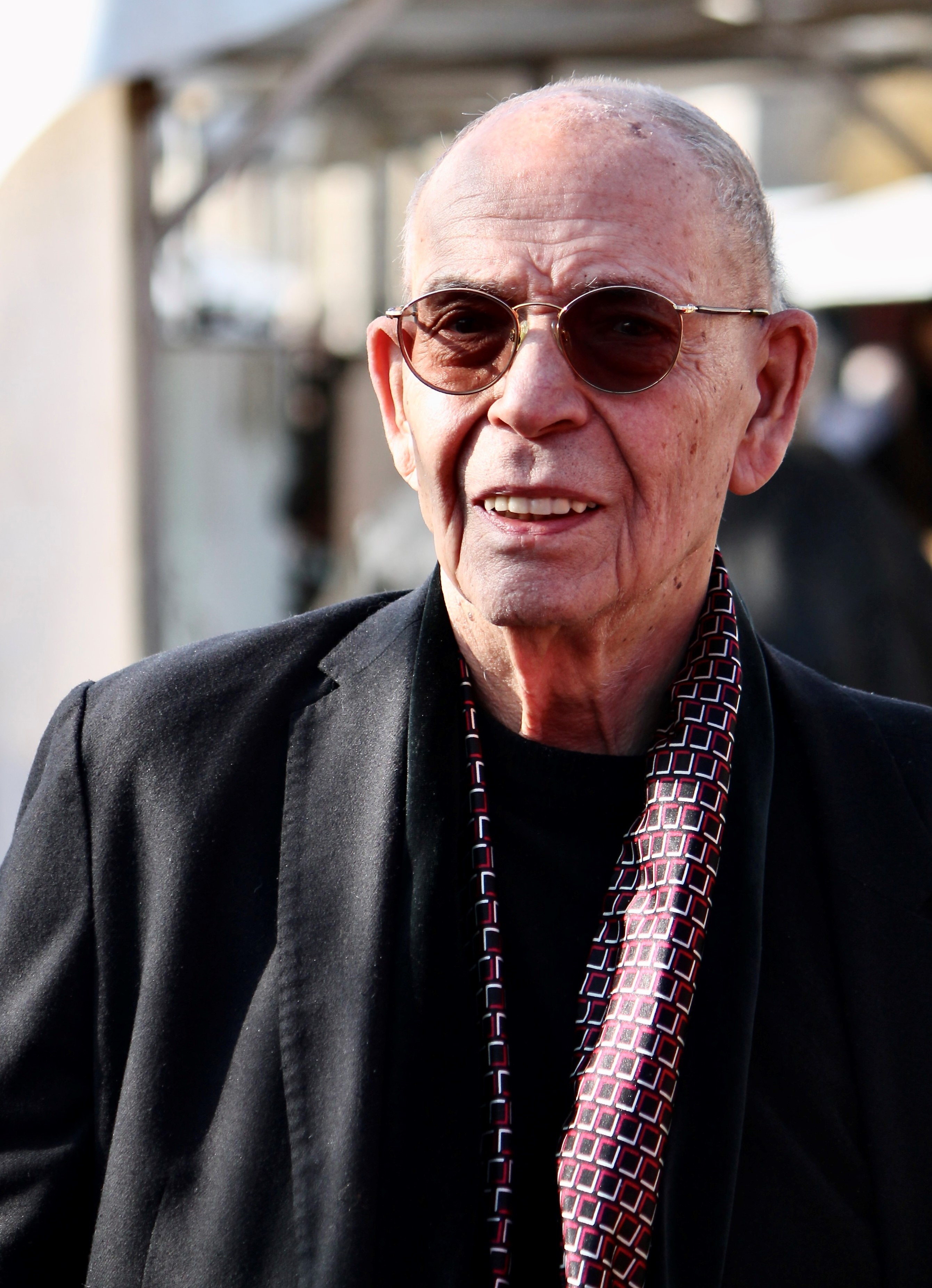
Michael J. Wewerka 2022

Michael J. Wewerka (* September 1936 in Berlin-Spandau) ist ein deutscher Autor und Galerist; bekannt ist er als Förderer vor allem der Kunstrichtungen Fluxus und Informel. Die Öffentlichkeit kennt Michael J. Wewerka als Initiator und Betreiber des ältesten Berliner Trödel- und Kunstmarktes an der Straße des 17. Juni.

## Leben
Nach Besuch der Volksschule am Mierendorffplatz in Charlottenburg lernte Michael Wewerka zunächst Autoschlosser und arbeitete als Tankwart, Taxi- sowie internationaler Reisebusfahrer. Zu dieser Zeit besuchte er das Abendgymnasium und studierte im Anschluss Publizistik, Philosophie und Psychologie. Das Studium schloss er nicht ab, sondern lernte Produktionsassistenz und Schreiben von Drehbüchern in der Cinecontact Film von Rudi Flatow. 1974 und zusammen mit Ulrich Schamoni, Regina Ziegler sowie anderen unabhängigen Filmemachern war Wewerka Mitbegründer des Berliner Arbeitskreis Film e. V., heute BAF.
Zudem verkaufte Wewerka in seinem Antikladen New Orleans den teilweise recht wertvollen West-Berliner Sperrmüll. Daraus entwickelte sich die Idee, einen regulären Trödelmarkt zu veranstalten.
Nach anfänglichen Bedenken gab das Wirtschaftsamt nach, und Wewerka gründete 1974 den Berliner Antik- und Trödelmarkt auf dem Sophie-Charlotte-Platz. Für kurze Zeit zog der Markt ins Nasse Dreieck der Schloßstraße, wechselte dann auf den Klausenerplatz; schließlich wurde er an das Charlottenburger Tor auf der Straße des 17. Juni verlegt.

## Tätigkeit
Bereits während seines Studiums interessierte sich Wewerka für experimentelle Kunstformen, extravagante Happenings, Performances, vor allem die Stilrichtung Dadaismus und die Fluxus-Bewegung als dessen Weiterentwicklung. Die Einnahmen aus dem Trödelgeschäft ermöglichten wirtschaftliche Unabhängigkeit, und ab Mitte der 1970er Jahre engagierte sich Michael J. Wewerka als Galerist und Kunstvermittler mit seiner Galerie auf der Schloßstraße, dreht aber weiterhin Filme.
Nach dem Debakel des zusammen mit Werner Klett als Antigewaltfilm konzipierten Kinoprojektes Werwölfe (1973), das in der Rezeption komplett gegenteilig beurteilt und indiziert wurde, folgten Kurzfilme wie Puppen, Pötte und Moneten (1977), Die Begegnung im Tal (1979), Der Fremde mit dem Ring (1982) und einige Werbespots.
Weiterhin widmete sich Wewerka dem Antik- und Trödelmarkt am Ernst-Reuter-Haus, erweiterte ihn 1988 um den Kunst- und Kunsthandwerkermarkt. Er malte Bilder, verfasste Texte und entwickelte die Programme für seine Galerien. Hervorzuhebende Ausstellungen und Veranstaltungen waren z. B. im Mai 1983: Die Verfolgung des Geistes 1933 bis 1983, anlässlich des 50. Jahrestags der Bücherverbrennung 1933 in Deutschland, u. a. mit Breyten Breytenbach, Marianne Frisch, Lew Kopelew, Milan Kundera, und Ende desselben Jahres der Workshop: Unverstand hat Gold im Mund, u. a. mit Elfriede Jelinek, Elfi Mikesch, Ulrike Ottinger, Oskar Pastior, oder 1986 in Hannover: Teile – konzeptionelle Arbeiten mit Raffael Rheinsberg und Die Wege des Kurt Schwitters, Aufführungen von Eberhard Blum, John Cage, Schwitters und Emmett Williams. Hierzu, bis 1989, hatte Wewerka seine Berliner Galerien um einen Standort im KUBUS in der niedersächsischen Hauptstadt erweitert. Zudem eröffnete er in seinem Haus in Malpartida de Cáceres einen Ausstellungsraum. In der Nachbarschaft entwickelten sein Freund Wolf Vostell mit Ehefrau Mercedes das Museo Vostell Malpartida.
Ab 1988 beteiligte Wewerka die Kunsthistorikerin Barbara Weiss an seiner Wilmersdorfer Galerie in der Pariser Straße 63, und obwohl er argumentierte, dass private Galerien für Zeitgenössische Kunst vor allem Mäzenatentum bedeute, hielt er daran fest, weniger bekannte Künstler und Künstlerinnen der Postmoderne aufzubauen, ihnen mit Räumlichkeiten für Performance-Aktionen, mit Ausstellungen, Lesungen und Katalogen eine breitere Öffentlichkeit zu verschaffen. Zudem betätigte er sich als deren Sammler und Förderer.
Gegenüber Eva Herschinger von Die Welt begründete Wewerka sein Engagement, zeitgenössische Kunst in den öffentlichen Raum zu tragen, mit der Faszination am Interdisziplinären. Und um ihr Wesen in Gänze zu ergründen, stelle er ihr zudem die Gattungen Musik und Literatur zur Seite: „Weil Kunst die einzige schöpferische Möglichkeit des Menschen überhaupt ist.“ Aus diesem Selbstverständnis entwickelte Wewerka seine Galerien zu Kultursalons, in denen Kunst nicht bloß ausgestellt und verkauft wurde. Nicht immer sei ihm diese Verknüpfung gelungen, resümierte er im 30sten Jahr seiner Betätigung als Galerist: „Ich hatte einige Maler, die wollte ich berühmt machen, aber das habe ich nicht geschafft.“
Zu den von Wewerka ausgestellten Künstlerinnen und Künstlern gehörten u. a. Gio di Sera, Dag, Guillaume Bijl, Elke Lixfeld, Guy van Bossche, Kazuo Katase, Tobias Lehner, Koichi Ono, Marie-Jo Lafontaine, Jim Avignon, kurz vor dessen Tod noch Al Hansen und auch postum weiterhin Wolf Vostell sowie Mitglieder der Fluxus Familie u. a. Emmett Williams, Ann Noël, Eberhardt Blum.
Die zur Avantgarde in der Bildenden Kunst und Postmoderne oftmals gestellte Frage: Was ist Kunst? beantwortet Michael Wewerka schlicht mit „Alles was der Künstler dafür erklärt, ist Kunst…“, aber fügt im Sinne von Marcel Duchamp, der Betrachter vervollständigt das Kunstwerk, hinzu: „doch genauso wichtig ist, dass die Gesellschaft sie als Kunst annimmt.“ Im Jahr 2014, unter dem Titel Kostbarkeiten aus der Sammlung M. J. Wewerka, widmete das Potsdamer Museum Fluxus Plus ihm eine umfangreiche Ausstellung.
Zusammen mit Georg Nothelfer und Eva Poll ist Wewerka Ehrenpräsident des Landesverbandes Berliner Galerien e. V. neben seinen Aktivitäten als Galerist und Veranstalter verfasste er Gedichte, Aphorismen und Kurzgeschichten. Wolf Vostell kommentiert auf dem rückseitigen Buchdeckel von Eine lange Zeit: „Ich liebe diese Gedichte, weil die letzten Sätze mich immer in Trance versetzen.“ Und Manfred Eichel formuliert an gleicher Stelle: „Michael Wewerka ist ein besorgter, aber auch amüsierter Kommentator unserer Zeit – sprachlich brillant, gedanklich immer wieder verblüffend, lakonisch und zynisch und voller Bilder, die sich in den Köpfen der Leser weiterspinnen.“
Lesungen aus Wewerkas Büchern finden in Berlin, Brandenburg an der Havel, Potsdam, Prag und anderswo statt. Er trägt selbst vor oder es lesen Künstlerfreunde, Schauspieler.
Wewerka lebt zusammen mit seiner Ehefrau Olga im Berliner Ortsteil Niederschönhausen.

## Bibliografie (Auswahl)
- Eine lange Zeit – Aphorismen, Gedichte, Geschichte. Michael Wewerka, Zeichnungen: Wolfgang Nieblich, 162 S., PalmArtPress Verlag, 2016, ISBN 978-3-941524-80-4.
- Cas zralosti - Aus dem Sand der Phantasie. Michael Wewerka Gedichtband (deutsch und tschechisch), Zeitungsbeilage 2014.
- Ausstellung: die Galerie – Geschichte der Galerie Wewerka Berlin. Amnon Barzel, Thomas Wulffen u. a., Hrsg. Klara Wallner, Michael J. Wewerka, Verlag Ars Nicolai, Berlin 1996, ISBN 3-87584-992-2.
- La muerte de Fenix. Lyrik von Michael Wewerka, Edition Wewerka, Malpartida, Spanien (deutsch und spanisch) 1992.
- Wolf Vostell – die Nackten und die Toten. Verlagsgemeinschaft Edition Ars Viva und Edition Wewerka, Berlin 1983.
- Jo Hagège. Michael Wewerka (Hrsg.), Katalog Edition Wewerka, Berlin 1982.
- Tropfen auf den heißen Stein – Gedichte. Michael Wewerka, Edition Ars Viva Berlin, 1981.
- Gefährliche Töne: Gedichte. Michael Wewerka, Zeichnungen: Wolfgang Nieblich, H. Schmid Verlag, Berlin 1981, ISBN 3-922880-00-2.

## Ausstellungen, Lesungen (Auswahl)
- 2022 Eine lange Zeit, Michael J. Wewerka, Musikbrauerei Berlin
- 2018 Ein Altmeister mit vielen Facetten, Michael J Wewerka, Münchberg (kueko-fichtelgebirge.de)
- 2017 Eine lange Zeit, Michael J. Wewerka, Prager Literaturhaus, Prag, Tschechien (prager-literaturhaus.com)
- 2017 Harmonie der Gegensätze, Cornelius Perino, Saint James vertreten durch Michael J. Wewerka, Kunsthalle Brennabor, Brandenburg, (maz-online.de)
- 2014 Kostbarkeiten aus der Sammlung M. J. Wewerka, Museum FLUXUS plus, Potsdam (art-in-berlin.de)
- 2007 Geburtstagsausstellung Wolf Vostell, Galerie M. J. Wewerka, Budapester Str. 2a, Berlin-Charlottenburg (morgenpost.de)
- 2003 Subversiv, sexy und stilvoll. Malerei heute, Vol. 3, Wewerka Galerie Budapester Str. 18, Berlin-Charlottenburg (Welt.de)
- 1996 Jubiläumsausstellung, Kunstforum, Kulturbrauerei, Berlin (kunstforum.de)
- 1995 Wewerka: Guillaume Bijl, Manfred Schlings, Wolf Vostell, Katzuo Katase, Kunsthalle Ostseebad Kühlungsborn (kunsthalle-kuehlungsborn.de)
- 1995 Al Hansen – Paper Dolls and others, Performance in der Homeyerstraße, Wewerka Galerie Homeyerstraße 32, Berlin-Niederschönhausen
- 1993 Ohne Rosen geht es nicht, Hommage an Joseph Beuys: 65 Künstlerinnen und Künstlern, Wewerka Galerie Homeyerstraße 32, Berlin
- 1991 Martin Kippenberger, William Holden Company – The Hot Tour, Wewerka & Weiss Galerie Pariser Straße 63, Berlin-Wilmersdorf
- 1987 Burning Mind Projects, Milan Knížák, Galerie Michael Wewerka im KUBUS. Städtische Galerie, Hannover
- 1987 Afrikanische Sonne, Elke Lixfeld, parallel in Wewerka Galerie Fasanenstraße 41a und Pariser Straße 63, Berlin
- 1986 Pinturas, Wolf Vostell, Wewerka Galerie Malpartida, Spanien
- 1986 Teile – konzeptionelle Arbeiten, Raffael Rheinsberg, Galerie Michael Wewerka im KUBUS. Städtische Galerie, Hannover
- 1986 Die Wege des Kurt Schwitters, Galerie Michael Wewerka im KUBUS. Städtische Galerie, Hannover
- 1984 Bilder und Zeichnungen, Antonio Saura, Wewerka Galerie Fasanenstr. 41a, Berlin-Wilmersdorf
- 1984 Sprachen der Kunst, Wewerka Galerie in der Akademie der Künste, Berlin
- 1983 Die Verfolgung des Geistes – 1933 bis 1983, Wewerka Galerie Fritschestraße 27/28, Berlin-Charlottenburg
- 1983 Unverstand hat Gold im Mund, Wewerka Galerie Fritschestraße 27/28, Berlin
- 1982 Sibirische Extremadura - El Tango de Beton, Fluxuskonzert mit Wolf Vostell, Wewerka Galerie Fritschestraße 27/28, Berlin
- 1976 Ölbilder – Informel, Peter Schubert, Eberhard Blum spricht die Ursonate von Kurt Schwitters, Wewerka Galerie Schloßstraße 62, Berlin-Charlottenburg
- 1974 Moderne Grafik, u. a. Rafael Canogar, Robert Filliou, Lienhard von Monkiewitsch, Günther Uecker, Karl Vogelsang, Stefan Wewerka, Galerie Wewerka Schloßstraße 16, Berlin-Charlottenburg
- 1974 Naive Winterbilder, Josef Wittlich, Galerie Wewerka Schloßstraße 16, Berlin